# Giovanni Stefano Doria

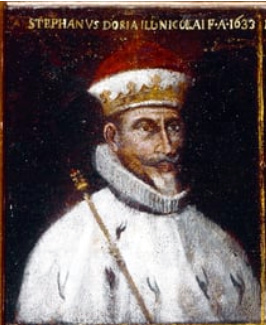
Giovanni Stefano Doria - 1578/1643

Giovanni Stefano Doria (Génova, 1578 - Génova, 1643) foi o 101.º Doge da República de Génova.

## Carreira
A 5 de julho de 1633 o Grande Conselho escolheu Giovanni Stefano Doria para liderar o cargo mais alto do estado, o quinquagésimo sexto numa sucessão de dois anos e o centésimo primeiro na história republicana. Apesar das negociações de paz com o Ducado de Saboia e, consequentemente, com o Império Espanhol, iniciadas pelo seu antecessor Leonardo Della Torre, o período de dois anos de Doria centrou-se em novas alianças económico-financeiras com o Reino da França e, em particular, com o Primeiro-Ministro e Cardeal de Richelieu. Após o término do mandato a 5 de julho de 1635, presume-se que ele continuou a servir ao estado em vários cargos oficiais. Doria morreu em Génova em 1643.